# Estación de Glòries
Glòries es una estación de la línea 1 del Metro de Barcelona y de las tres líneas del Trambesòs (T4, T5 y T6) situada en la plaza de las Glorias Catalanas de Barcelona, que da nombre a la estación. 
En 2004 se abrió en la superficie la estación del tranvía Trambesòs para la línea T4, por la que también pasa, desde el 14 de octubre de 2006, la línea T5, que parte de esta estación. Desde el 20 de febrero de 2012 también llega hasta aquí la T6.
Con la ampliación del tranvía por la Diagonal, la antigua parada dejó de prestar servicio y se inauguró una nueva, con tres vías, más cerca del Museo del Diseño de Barcelona. La nueva parada cuenta con tres vías y tres andenes, dos laterales y un central, de forma andén-vía-vía-andén-vía-andén. Con la puesta en servicio de la nueva parada, también se suprimió la parada de La Farinera.

## Líneas y conexiones
| << cabecera                | < estación                  | línea                  | estación >     | cabecera >>            |
| -------------------------- | --------------------------- | ---------------------- | -------------- | ---------------------- |
| Metro                      |                             |                        |                |                        |
| Hospital de Bellvitge      | Marina                      |                        | El Clot        | Fondo                  |
| Trambesòs                  |                             |                        |                |                        |
| Verdaguer                  | Monumental                  |                        | Ca l'Aranyó    | Estación de San Adrián |
| Ciudadela \| Vila Olímpica | Auditori \| Teatre Nacional |                        | Can Jaumandreu | Gorg                   |
| Ciudadela \| Vila Olímpica | Auditori \| Teatre Nacional | Estación de San Adrián | Can Jaumandreu |                        |

## Accesos del metro

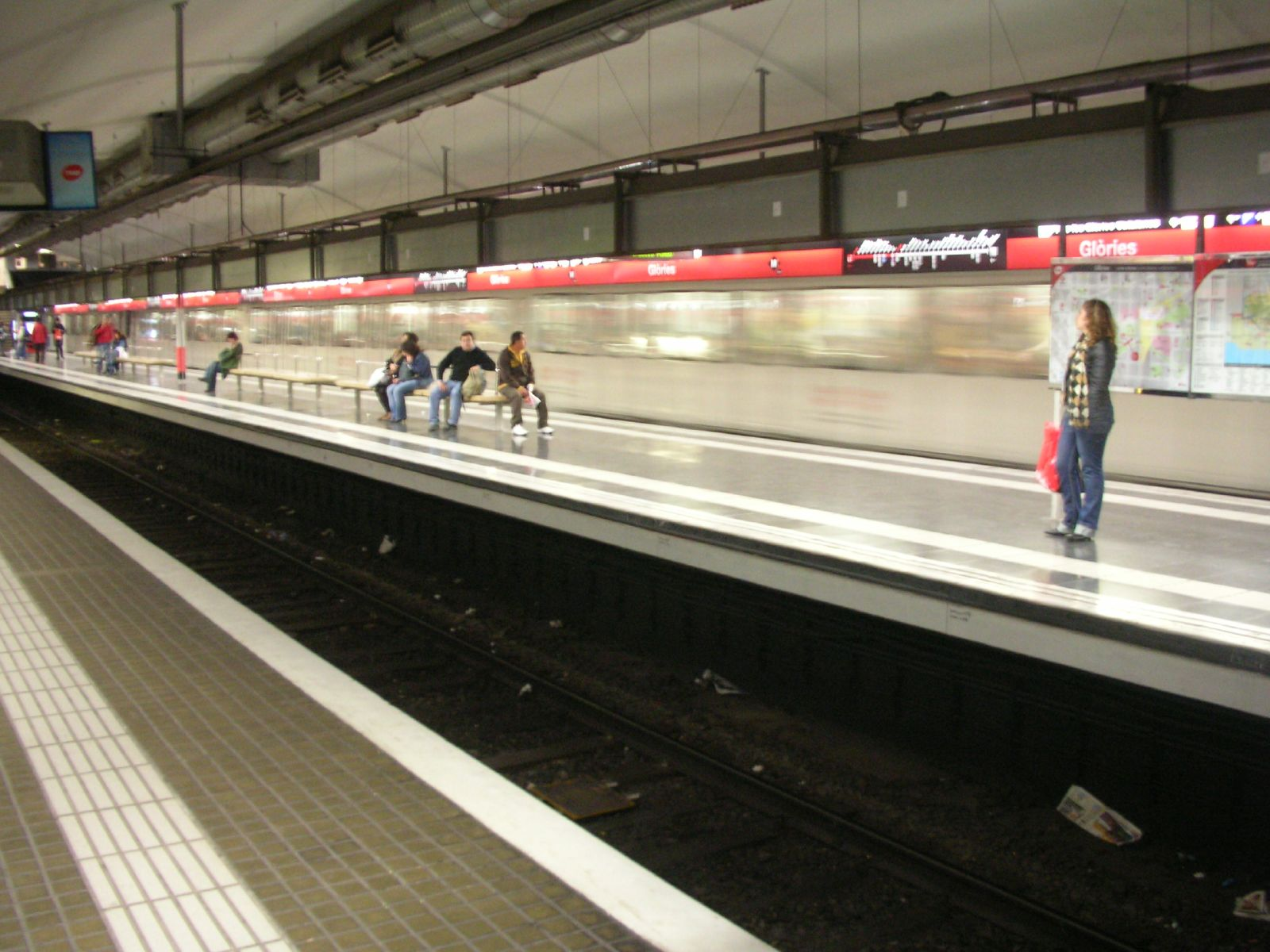
Andén dirección Fondo de la línea 1

- Avenida Meridiana - Calle de Badajoz (suprimido temporalmente por obras en 2009, nuevo acceso creado en 2011)
- Avenida Meridiana - Calle de Álava
- Plaza de las Glorias Catalanas